# Arundhati Bhattacharya
Pour les articles homonymes, voir Bhattacharya.
Arundhati Bhattacharya, née le 18 mars 1956 à Calcutta en Inde, est une banquière indienne. Elle est depuis octobre 2014, présidente directrice générale de la plus grande banque commerciale d'Inde, la State Bank of India. Elle est la première femme à occuper ce poste.
En 2016, elle est classée par le magazine Forbes 25e femme la plus puissante du monde. 

## Vie personnelle
Arundhati Bhattacharya est née à Calcutta dans une famille bengalie et passe la plupart de son enfance à Bhilai. Son père, Prodyut Kumar Mukherjee, travaillait dans l'aciérie de Bhilai. Sa mère, Kalyani Mukherjee, était homéopathe. Elle étudie à la St. Havier's School à Bokaro.     
Elle étudie la littérature anglaise au Lady Brabourne College de Calcutta puis à l'université de Jaipur.
Elle réside à Bombay et elle est mariée.

## Carrière
En 2016, elle est proposée au poste de directrice de l'exploitation de la Banque Mondiale par le gouvernement indien. 